# Ernst Wähmann Verlag
Der Ernst Wähmann Verlag war ein Buchverlag in Schwerin von 1965 bis 1984.

## Geschichte
1965 gründete Ernst Wähmann (1904–1987) den Ernst Wähmann Verlag. Er hatte kurz zuvor den Petermänken-Verlag aufgeben müssen.
In dem Verlag erschien Regionalliteratur für Mecklenburg und Vorpommern, vor allem Landschaftsbeschreibungen, wie Rügen A–Z. Von Arkona bis Zudar, sowie mundartliche  Texte in Plattdeutsch. 1981 erschienen die letzten Neuausgaben, 1984 die letzte Nachauflage.